# Вазописець Триптолема

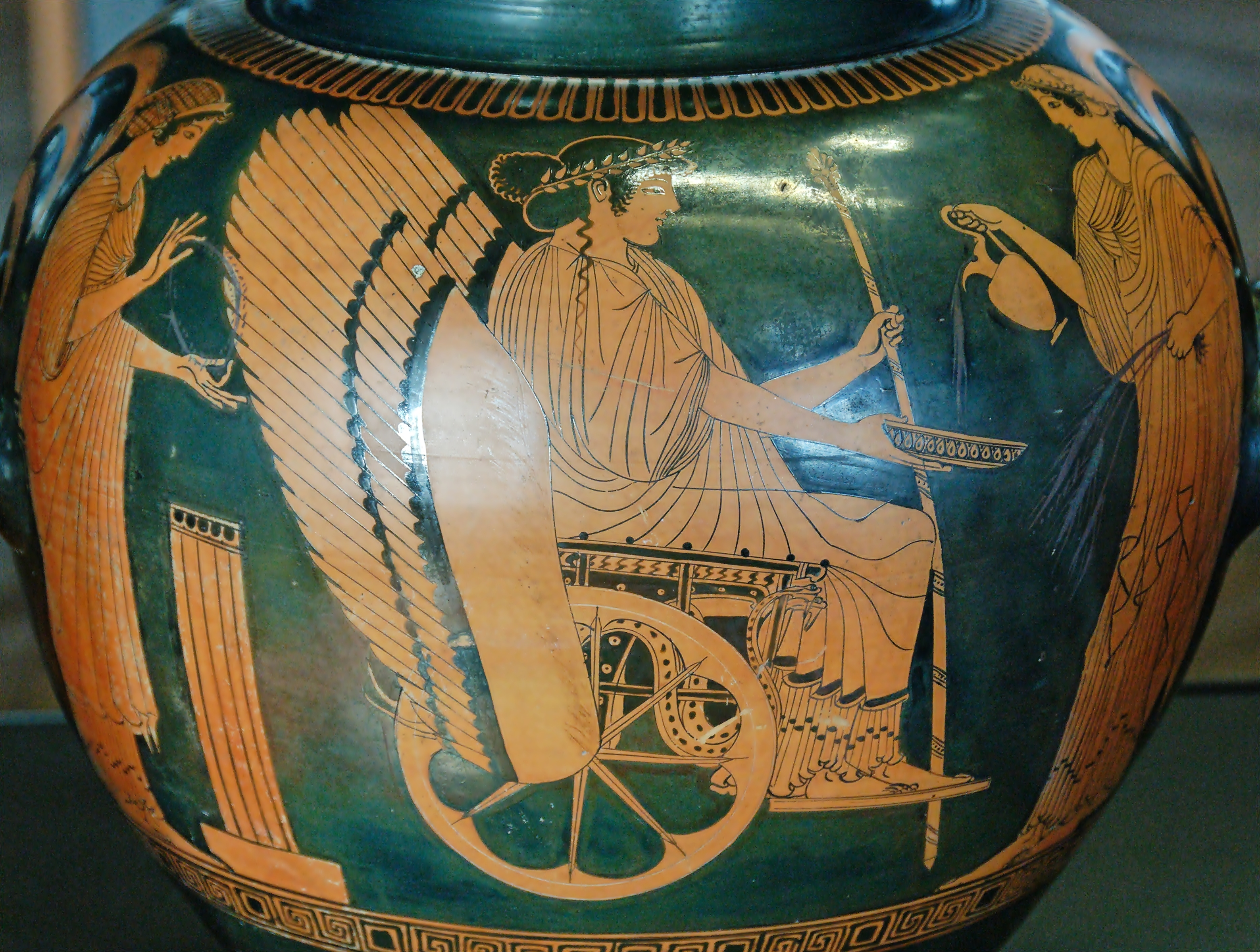
Іменна ваза «Виїзд Триптолема», 480 до н. е., Лувр

Вазописець Триптолема — давньогрецький вазописець, який працював у червонофігурному стилі в Афінах між 490 і 470 роками до н. е. Його іменна ваза — «Виїзд Триптолема».
Відомо, що Вазописець Триптолема навчався в майстерні Ефронія у Дуріса. Пізніше він працював з гончарями Брігом, Ієронімом, Харіном і Піфоном. На початку своєї творчості Триптолем тяжів до архаїчного стилю. На його роботах часто зустрічаються зображення святкової ходи під час Апатурій і сцени з життя міста Фіви.